# Steenhuffel
Steenhuffel és un antic municipi de Bèlgica de la província de Brabant Flamenc a la regió de Flandes. Té 2789 habitants. És regat pel Grote Molenbeek, un afluent del Rupel. El 1977 Steenhuffel i el poble veí Malderen van fusionar amb Londerzeel. Té una superfície de 1008 hectàrees.

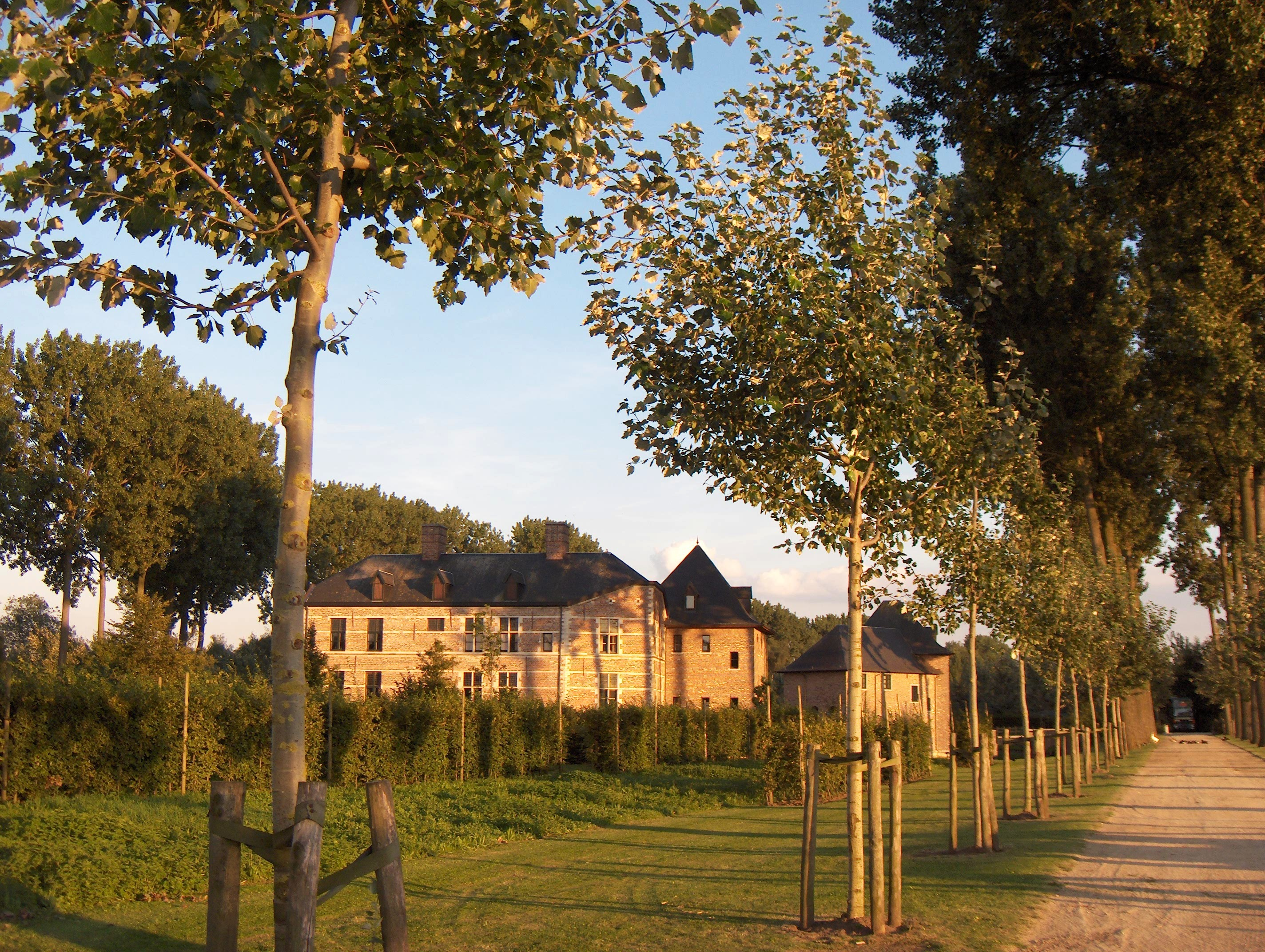
Castell Diepenstein

Des del segle tretze pertanyia a la senyoria de Diepenstein, un feu del ducat de Brabant. La major part del castell va ser enderrocat el 1825, els romasos van ser llistats com monument el 1980. Avui és sobretot conegut per la cerveseria Palm/De Hoorn, que té una llarga tradició de cervesa artesanal des de finals del segle xvii. Es va crear al 1686, poc després que quasi tot el poble va ser malmés i incendiat per les violències durant la Guerra dels Vuitanta Anys.

## Llocs d'interés[5]
- La fàbrica de cervesa Palm
- El castell Diepenstein[6]
- «Leireken», el sender per a vianants lents a l'antic ferrocarril Aalst-Londerzeel
- El molí d'aigua Marselaersmolen al riu Grote Molenbeek

## Persones
- Herman Vrijders (1946), ciclista